# Châteauneuf-de-Vernoux
Châteauneuf-de-Vernoux ist eine französische Gemeinde mit 278 Einwohnern (Stand 1. Januar 2022) im Département Ardèche in der Region Auvergne-Rhône-Alpes.

## Geografie
Die Gemeinde erstreckt sich auf dem Plateau de Vernoux, einer Hochebene im Zentrum des Départements und grenzt dabei unter anderem an die Nachbarkommunen Vernoux-en-Vivarais und Boffres. Die nächste größere Stadt ist Guilherand-Granges in 18 Kilometern nordöstlicher Entfernung.

## Geschichte
Das Dorf Châteauneuf stand ursprünglich unter der Lehnsherrschaft von zwei Familien, den Tournon und den Barjac de Pierregourde. Im 17. Jahrhundert gelangte die Gemeinde anschließend in den Besitz des Lehnsherren von Entrevaux, René Bénéfice. Während der Französischen Revolution trug die Stadt das Toponym Montfélix.

### Bevölkerungsentwicklung
| Jahr                       | 1962 | 1968 | 1975 | 1982 | 1990 | 1999 | 2007 | 2016 |
| Einwohner                  | 245  | 227  | 170  | 188  | 198  | 188  | 194  | 244  |
| Quellen: Cassini und INSEE |      |      |      |      |      |      |      |      |

## Kultur und Sehenswürdigkeiten
Châteauneuf ist reich an geschichtsträchtigen Gebäuden. Es beherbergt unter anderem eine befestigte Burg und das Schloss von Périer. Des Weiteren sind die Ruinen eines anderen feudalen Schlosses mit eckigem Bergfried zu besichtigen, die den Ort auf großflächigem Raum dominieren. Hier befindet sich auch eine Orientierungstafel. 
Die Kirche Saint-Félix von 1672 steht in der Nähe einer klassischen Kapelle aus dem 16. Jahrhundert. Außerdem wurde 1861 ein kleiner Tempel auf den Überresten einer Anlage aus dem 17. Jahrhundert errichtet.

## Wirtschaft
Die ältere Bevölkerung von Châteauneuf ist überwiegend in der Landwirtschaft tätig.